# 圣克洛德
圣克洛德（法語：Saint-Claude，法語發音：[sɛ̃ klod] ⓘ），法国东部城市，勃艮第-弗朗什-孔泰大区汝拉省的一个市镇，也是该省的两个副省会之一，下辖圣克洛德区，面积为70.2平方公里，2022年1月1日人口数量为8,556人，在法国城市中排名第1,124位。
圣克洛德位于汝拉省东南部，汝拉山南段的一处山谷之中，塔孔河和比耶讷河在此交汇，是一个区域性的中心城市。圣克洛德历史上因近代出产烟斗而闻名，当地建有烟斗文化博物馆。

## 地名来源
“圣克洛德”一名来源于天主教人物贝桑松的克洛德，其逝世后葬于此地。

## 历史

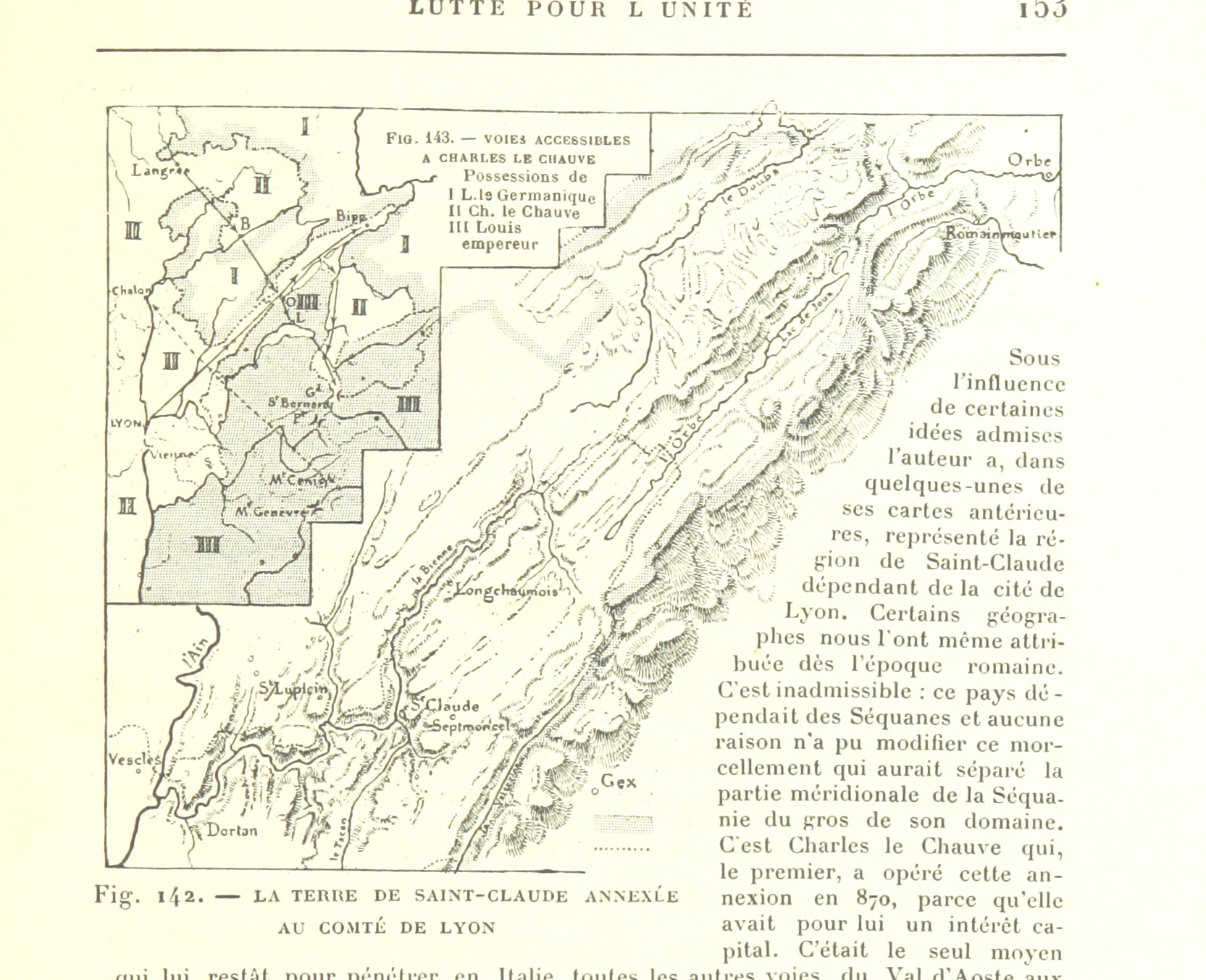
1895年的圣克洛德地形图

圣克洛德最早见于5世纪的文献，约430年，传教士罗曼和吕皮桑在比耶讷河畔修建孔达修道院（monastère de Condat），后扩建成为圣克洛德修道院。11世纪时，修道院附近逐渐形成城镇，人口数量有所增加。路易九世曾在其晚年前往圣克洛德朝拜。中世纪末期，受新教影响，当地的虔诚天主教徒逐渐减少。十年战争后，圣克洛德被黎塞留军队控制。17世纪末，圣克洛德因出产烟斗而闻名。法国大革命时期，圣克洛德修道院被共和军队占领，克洛德的圣镯被烧毁。此后，圣克洛德成为汝拉省的一个市镇，并自1800年起成为该省的一个副省会。工业革命期间，纵贯汝拉山区的铁路线经过圣克洛德。1890年8月19日，圣克洛德遭遇特大暴风雨袭击，火车站被毁，横跨比耶讷河的悬索桥被扯断，市区内亦有多处建筑被破坏。二战后，圣克洛德建立了战争烈士纪念碑。市区西部建立了一处水电站，附近开辟了一座铝厂。
在行政区划沿革方面，埃塔布勒（Étables）和沃克吕兹（Vaucluse）两个市镇于1811年并入圣克洛德；肖蒙（Chaumont）、谢夫里（Chévry）、桑凯特拉勒（Cinquétral）、朗谢特（Ranchette）和瓦尔凡莱圣克洛德（Valfin-lès-Saint-Claude）五个市镇则于1974年整体并入圣克洛德。

## 地理

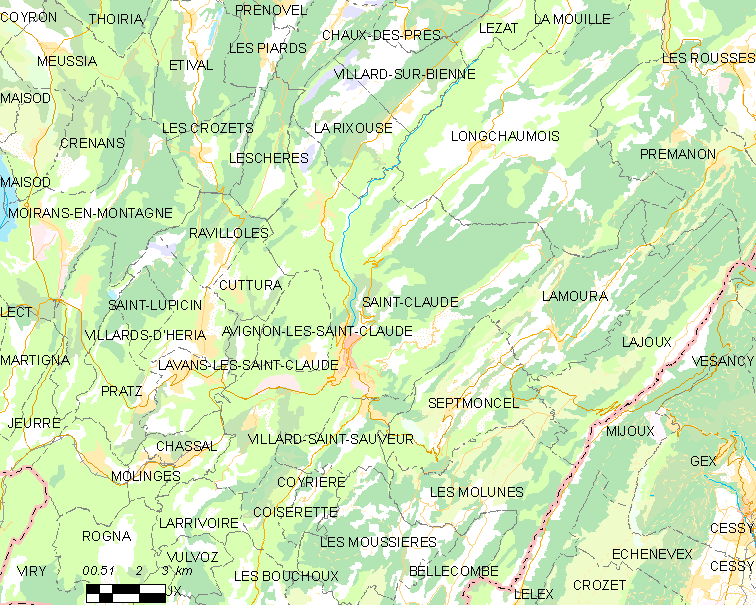
圣克洛德市镇范围地图

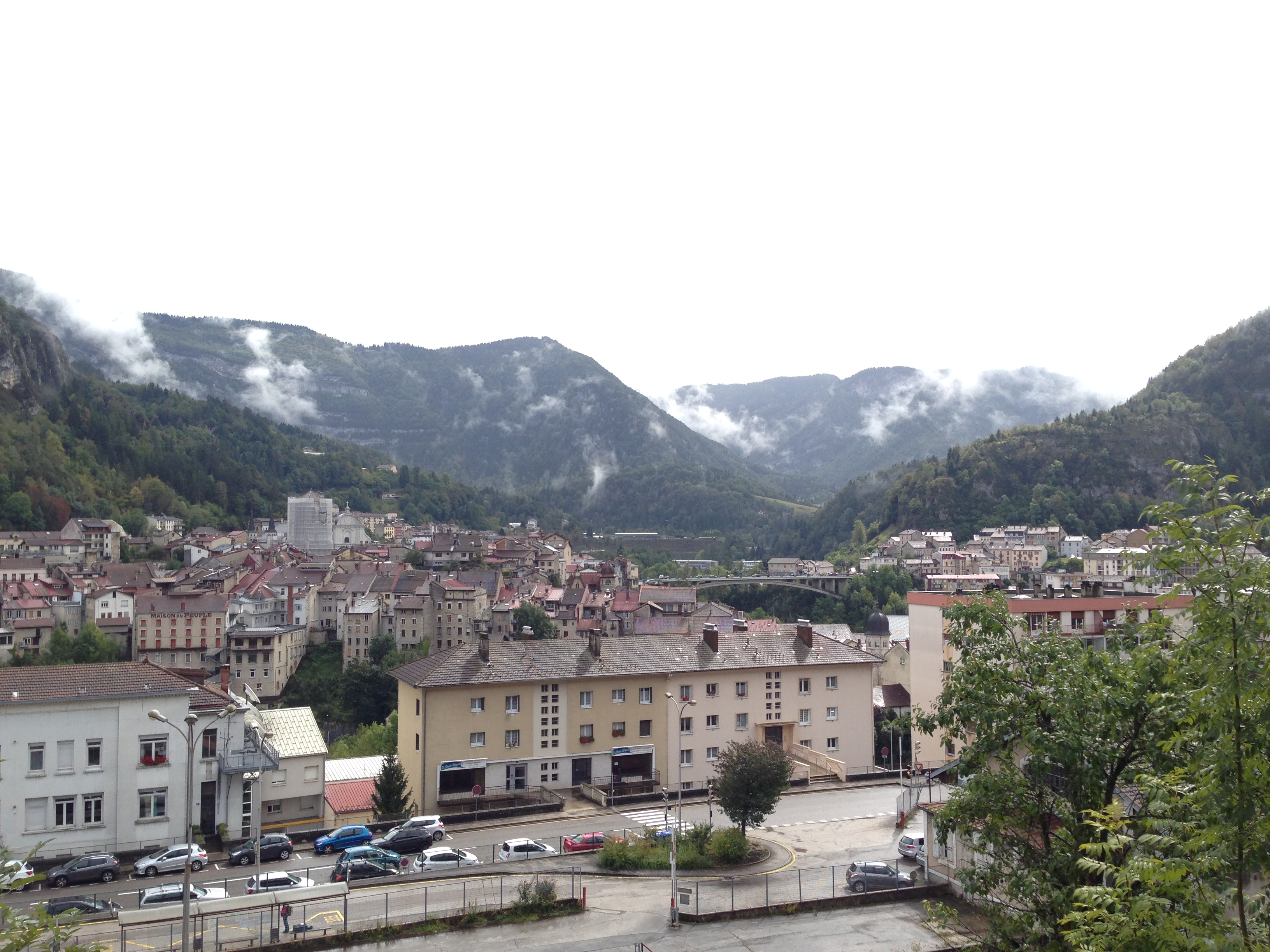
远眺圣克洛德市区

圣克洛德位于法国东部，勃艮第-弗朗什-孔泰大区东南部和汝拉省东南部，距离省会隆斯勒索涅大约58公里。与圣克洛德接壤的市镇包括：拉里克苏斯、莱谢尔、阿维尼翁-莱圣克洛德、拉里瓦尔、夸斯雷特、维拉尔圣索沃尔、拉穆拉、隆绍穆瓦、塞蒙塞勒-莱莫吕讷、沙萨勒-莫兰日、拉旺莱圣克洛德、科托迪利宗。

### 地形
圣克洛德位于汝拉省南段腹地，境内以山地为主，市镇位于一处河谷之中，地形复杂，起伏明显，四周被高耸的山峦环绕，全境海拔在360到1,222米之间。

### 水文
塔孔河和比耶讷河在此交汇，另有境内分布有多处山间小溪，属于罗讷河水系。

### 植被
圣克洛德属于温带阔叶混交林区，市区周边的山地地带有大片天然森林分布。
在鲜花城市的评比中，圣克洛德被评为2星级鲜花城市。

### 气候
圣克洛德在柯本气候分类法中属于带有温带海洋性气候特征的山地气候，因当地海拔较高且地形封闭，当地气候的区域性特征明显，具体表现年均气温低于同纬度平原及低海拔地区，总体降水偏多。
圣克洛德境内设有气象站，以下为该气象站的数据（其中日照数据取自瑞士日内瓦）：
| 圣克洛德1981年－2019年 | 圣克洛德1981年－2019年 | 圣克洛德1981年－2019年 | 圣克洛德1981年－2019年 | 圣克洛德1981年－2019年 | 圣克洛德1981年－2019年 | 圣克洛德1981年－2019年 | 圣克洛德1981年－2019年 | 圣克洛德1981年－2019年 | 圣克洛德1981年－2019年 | 圣克洛德1981年－2019年 | 圣克洛德1981年－2019年 | 圣克洛德1981年－2019年 | 圣克洛德1981年－2019年 |
| 月份                   | 1月                    | 2月                    | 3月                    | 4月                    | 5月                    | 6月                    | 7月                    | 8月                    | 9月                    | 10月                   | 11月                   | 12月                   | 全年                   |
| ---------------------- | ---------------------- | ---------------------- | ---------------------- | ---------------------- | ---------------------- | ---------------------- | ---------------------- | ---------------------- | ---------------------- | ---------------------- | ---------------------- | ---------------------- | ---------------------- |
| 历史最高温 °C（°F）    | 18 (64)                | 21 (70)                | 27 (81)                | 31 (88)                | 34 (93)                | 37 (99)                | 39.5 (103.1)           | 40 (104)               | 33 (91)                | 28.5 (83.3)            | 23.5 (74.3)            | 20.7 (69.3)            | 40 (104)               |
| 平均高温 °C（°F）      | 5.3 (41.5)             | 7.6 (45.7)             | 11.7 (53.1)            | 15 (59)                | 20 (68)                | 23.5 (74.3)            | 26 (79)                | 25.4 (77.7)            | 20.9 (69.6)            | 16.5 (61.7)            | 9.2 (48.6)             | 5 (41)                 | 15.5 (59.9)            |
| 日均气温 °C（°F）      | 1.1 (34.0)             | 2.5 (36.5)             | 5.8 (42.4)             | 8.7 (47.7)             | 13.3 (55.9)            | 16.4 (61.5)            | 18.7 (65.7)            | 18.3 (64.9)            | 14.4 (57.9)            | 10.8 (51.4)            | 4.8 (40.6)             | 1.4 (34.5)             | 9.7 (49.5)             |
| 平均低温 °C（°F）      | −3 (27)                | −2.5 (27.5)            | 0 (32)                 | 2.5 (36.5)             | 6.7 (44.1)             | 9.4 (48.9)             | 11.3 (52.3)            | 11.1 (52.0)            | 7.8 (46.0)             | 5.1 (41.2)             | 0.4 (32.7)             | −2.3 (27.9)            | 3.9 (39.0)             |
| 历史最低温 °C（°F）    | −23.7 (−10.7)          | −19 (−2)               | −18.5 (−1.3)           | −7.4 (18.7)            | −3.3 (26.1)            | −0.1 (31.8)            | 3 (37)                 | 0.4 (32.7)             | −2 (28)                | −7.1 (19.2)            | −12 (10)               | −18 (0)                | −23.7 (−10.7)          |
| 平均降水量 mm（）      | 144.6 (5.69)           | 158.6 (6.24)           | 144.9 (5.70)           | 147.1 (5.79)           | 157.5 (6.20)           | 143.4 (5.65)           | 134.8 (5.31)           | 143.5 (5.65)           | 152 (6.0)              | 171.9 (6.77)           | 179.2 (7.06)           | 184.5 (7.26)           | 1,862 (73.3)           |
| 月均日照時數           | 59                     | 88.9                   | 154.1                  | 176.3                  | 197                    | 234.7                  | 262.9                  | 237                    | 189.2                  | 118.4                  | 67.1                   | 50.1                   | 1,834.7                |
| 来源：infoclimat.fr    |                        |                        |                        |                        |                        |                        |                        |                        |                        |                        |                        |                        |                        |

## 行政区划
圣克洛德是法国勃艮第-弗朗什-孔泰大区汝拉省的一个市镇，编号为39478，它也是汝拉省的一个副省会。圣克洛德下辖圣克洛德区，隶属于汝拉省第三选区，管理圣克洛德县，同时也是圣克洛德上汝拉市镇公共社区的办公驻地。
法国国家统计与经济研究所（简称）在进行数据统计时，将圣克洛德及相邻的维拉尔圣索沃尔设为圣克洛德城市核心区，并将包括核心区在内的周边共7个市镇划为圣克洛德城市区。自2020年起，圣克洛德城市区被包含18个市镇的圣克洛德城市辐射区代替。此外，还将圣克洛德市镇分为了12个“块区”（IRIS），以便于统计人口分布情况。

## 交通

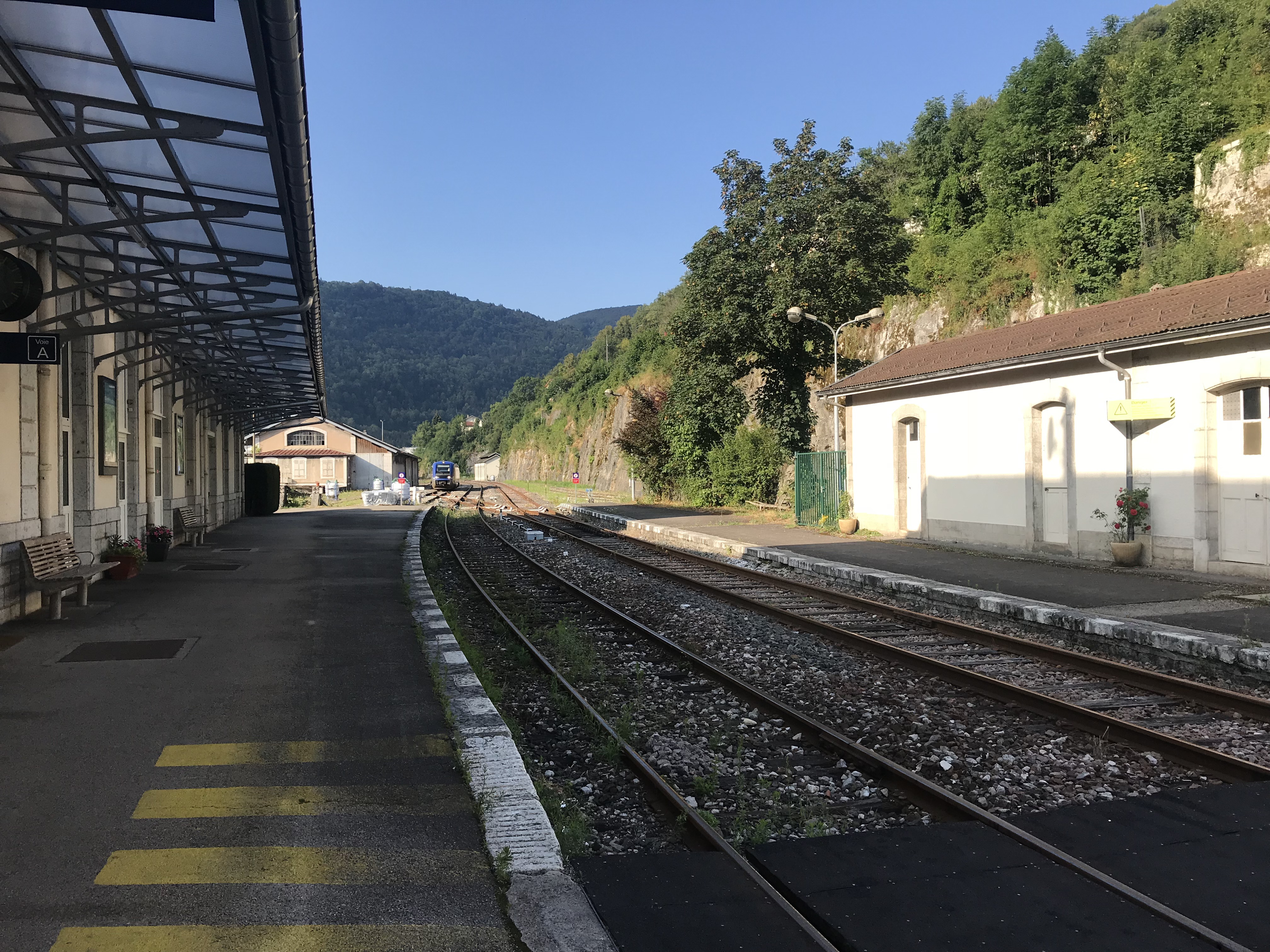
圣克洛德火车站的股道

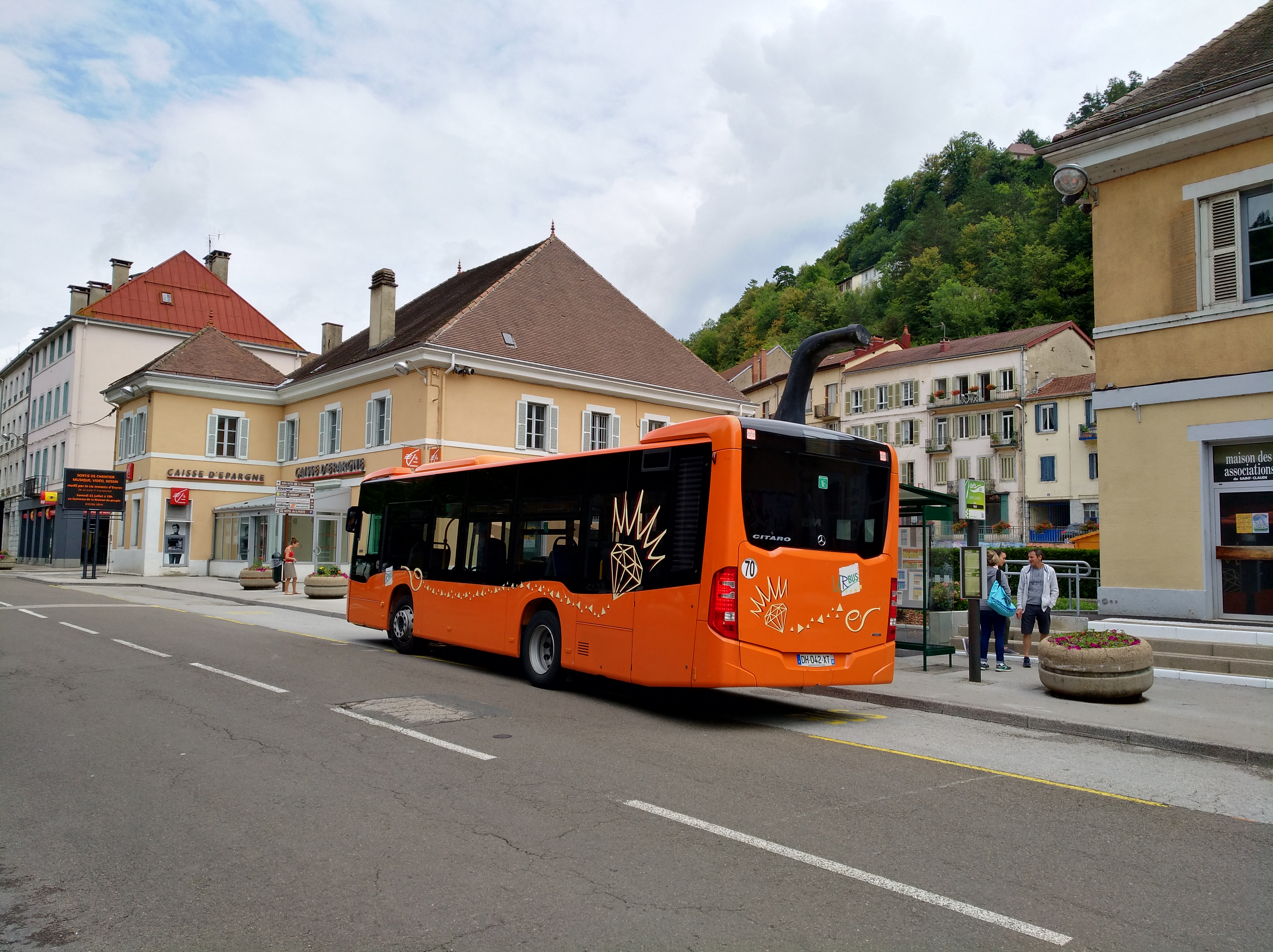
圣克洛德公交

### 公路
汝拉省省道D69线、D124线、D304线、D436线、D437线在圣克洛德境内交汇，勃艮第-弗朗什-孔泰大区下属的城际客运提供巴士线路，可前往隆斯勒索涅、拉茹、楠蒂阿以及奥约纳。
2017年，57.6%的圣克洛德家庭拥有至少一辆私人汽车。2019年，圣克洛德境内共发生各类交通事故3起，造成3人受伤。

### 铁路
圣克洛德位于山地昂德洛－拉克吕斯铁路上。圣克洛德站位于市区西部，每天开行三班前往多勒或贝桑松方向的区域列车，在2017年12月以前，圣克洛德站还开行前往布雷斯地区布尔格以及里昂方向的列车，后该方向的铁路关闭，沿途客运转至汽车运输。

### 航空
距离圣克洛德最近的民用航空站为多勒机场和里昂圣埃克絮佩里机场，距离圣克洛德市中心的公路里程分别约112公里和123公里。

### 城市公共交通
圣克洛德城市公共交通（商业名称为）是当地的城市公共交通系统。截至2021年6月，该系统共包括3条常规公交线路、多条专线，同时还开行定制公交服务，路网覆盖了圣克洛德市区内的主要街道和居民区。

## 政治

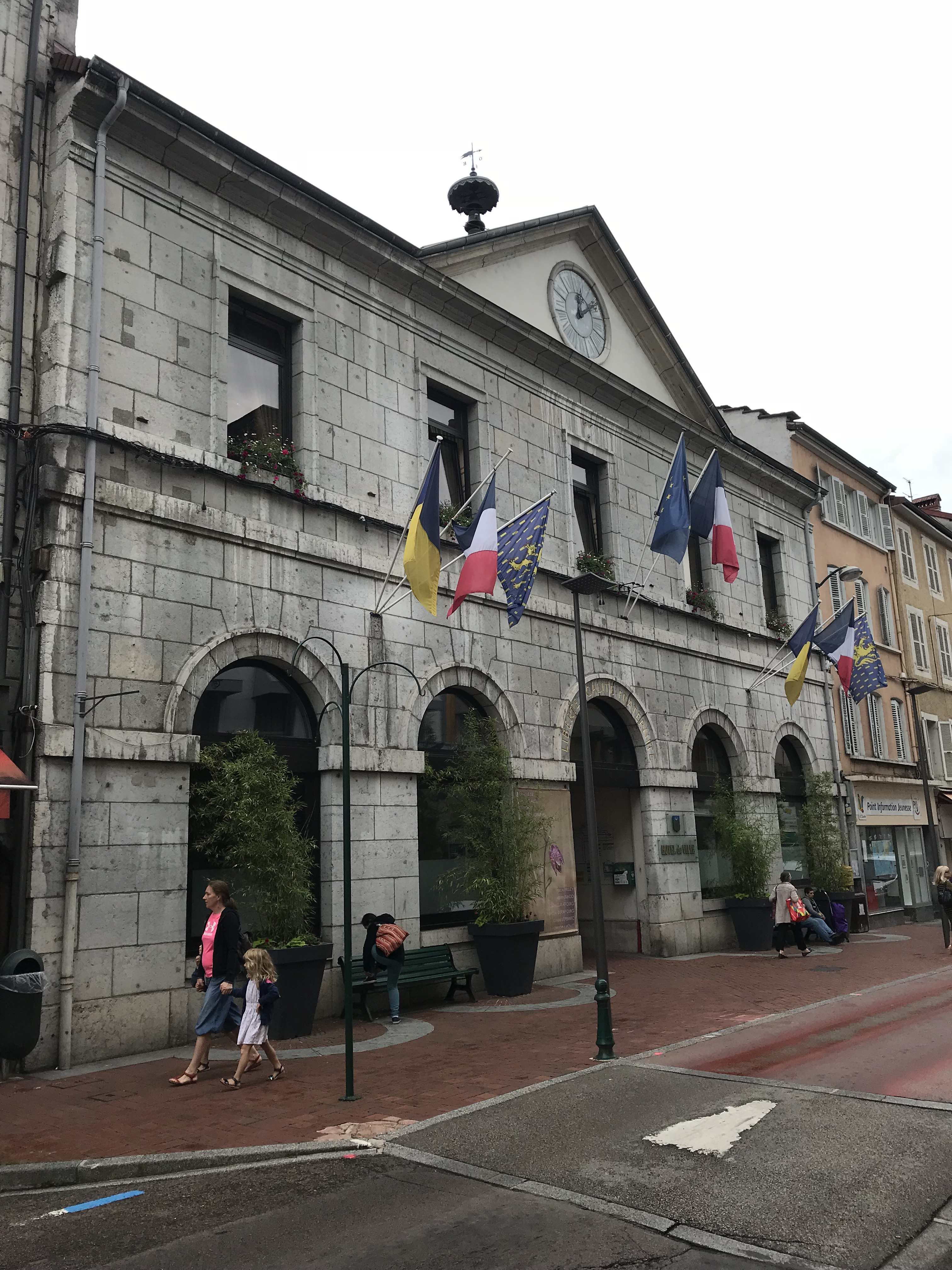
圣克洛德市政厅

圣克洛德的现任市长为让-路易·米耶（Jean-Louis Millet），属于右翼无党派，在2020年的市政选举中获得了46.52%的支持率。
在2017年的法国总统大选中，法国第25任总统埃马纽埃尔·马克龙在圣克洛德获得了64.94%的支持率。
| 圣克洛德历届市长 |                                        |                                 |
| 任期             | 市长                                   | 党派                            |
| 1944年－1945年   | Claude Jules Mermet 克洛德·朱尔·梅尔梅 | SFIO工人国际法国支部            |
| 1945年－1953年   | Fernand Michalet 费尔南·米沙莱         | SFIO工人国际法国支部            |
| 1953年－1985年   | Louis Jaillon 路易·雅永                | CD法国民主中心 →UDF法国民主联盟 |
| 1985年－1989年   | Daniel Vuillard 达尼埃尔·维亚尔        | UDF法国民主联盟                 |
| 1989年－1995年   | Pierre Guichard 皮埃尔·吉夏尔          | UDF法国民主联盟                 |
| 1995年－2001年   | Francis Lahaut 弗朗西斯·勒奥           | PCF法国共产党                   |
| 2001年－2008年   | Jean-Louis Millet 让-路易·米耶         | MPF保卫法国运动                 |
| 2008年－2014年   | Francis Lahaut 弗朗西斯·勒奥           | PCF法国共产党                   |
| 2014年－         | Jean-Louis Millet 让-路易·米耶         | DVD右翼无党派人士               |

## 人口
2018年，圣克洛德市镇人口数量为9,103，在法国排名第1,124位。其中男性4,457人，女性4,822人，75岁及以上人口占11.7%，外籍人口数量为1,991人，人口密度为130人/平方公里，当地居民被称为（男性）或（女性）。2019年，圣克洛德境内出生85人，死亡人口111人。
| 年份   | 1936   | 1946   | 1954   | 1962   | 1968   | 1975   | 1982   | 1990   | 1999   | 2006   | 2011   | 2016  | 2018  |
| ------ | ------ | ------ | ------ | ------ | ------ | ------ | ------ | ------ | ------ | ------ | ------ | ----- | ----- |
| 人口數 | 11,381 | 10,749 | 11,301 | 12,114 | 12,486 | 13,511 | 12,715 | 12,704 | 12,303 | 11,950 | 10,690 | 9,526 | 9,103 |

## 经济
截止2021年7月，圣克洛德共有各类用人单位1,236家，平均历史为20年，其中98.02%为中小型企业（PME）。（轻金属铸造）、（工业机械）及（汽车销售）是当地2019年营业额最高的三个企业，分别为36,333,678欧元、25,864,220欧元和12,284,002欧元。

## 财政收入
2019年，圣克洛德的财政收入总额为15,803,800欧元，财政支出总额为14,296,500欧元，当年的债务总额为15,393,500欧元。2020年，圣克洛德共获得2,493,616欧元的国家财政补助，比上一年减少了0.18%。
2017年，圣克洛德的人均月收入总额为1,863欧元，其中高级职员为3,465欧元，中级职员为2,168欧元，普通职员为1,644欧元，均低于法国平均水平（4,214欧元、2,353欧元、1,690欧元）。
2017年，圣克洛德境内的青壮年（15至64岁）失业率为15.9%，当地46.3%的家庭拥有纳税资格，平均纳税1,866欧元，低于法国平均水平（3,888欧元）。

## 社会事务

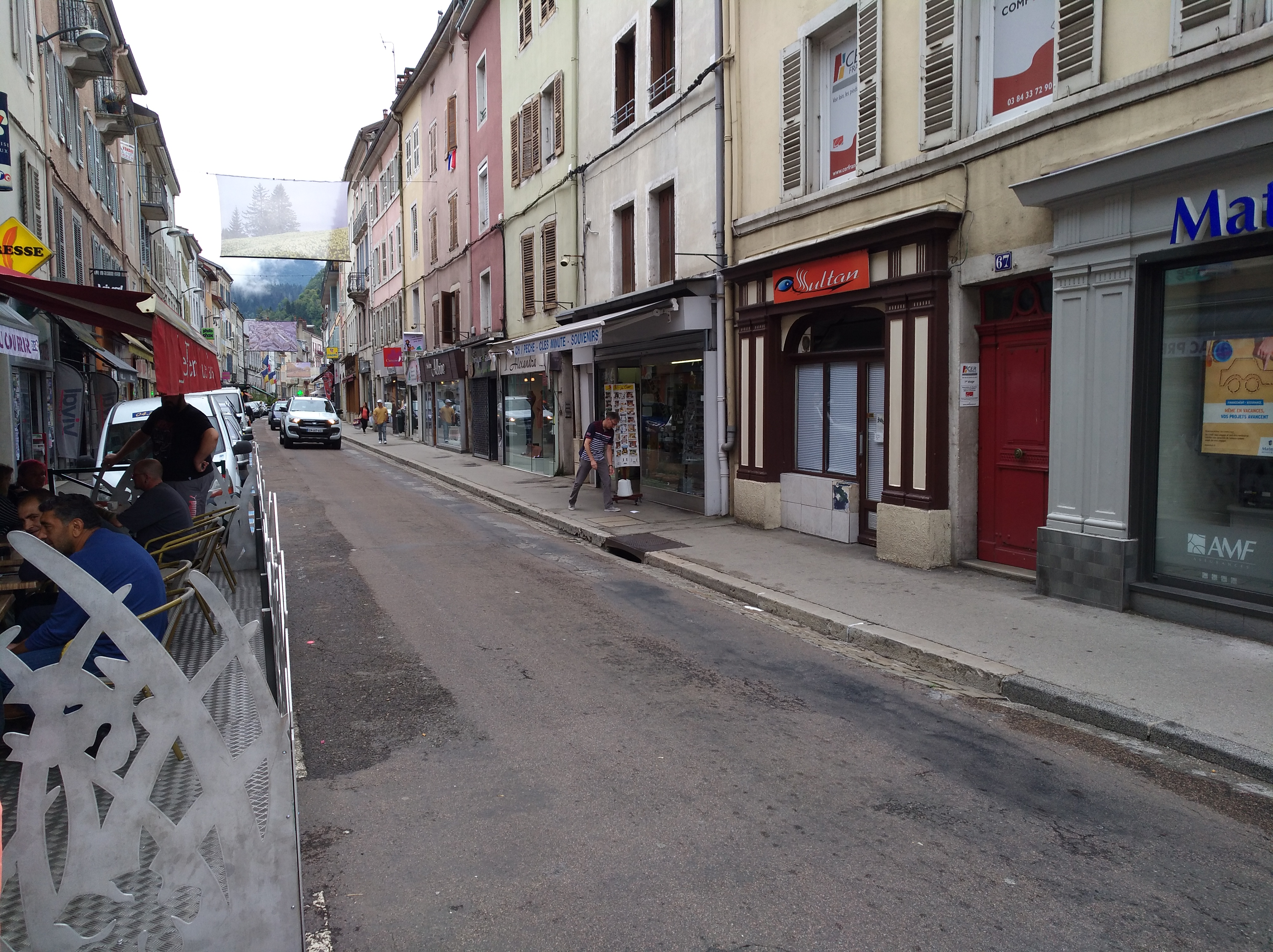
市中心的勒普雷街

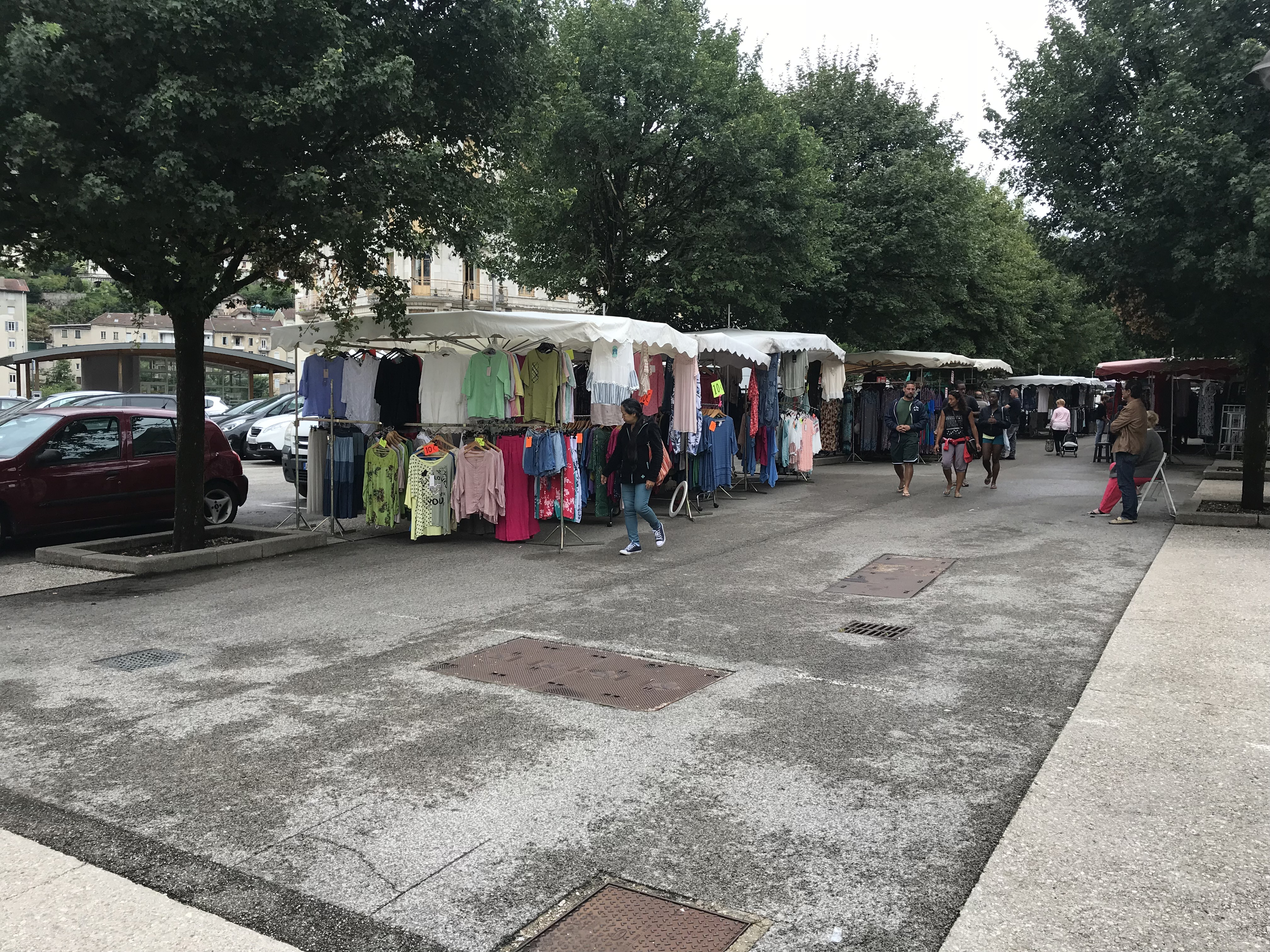
露天集市

### 教育
圣克洛德属于贝桑松学区。截止2019年1月1日，圣克洛德境内共有3所幼儿园、5所小学、2所初级中学和1所普通高中。2018至2019学年度，圣克洛德境内共有在校中等教育阶段学生1,332名。

### 医疗
截止2019年1月1日，圣克洛德境内共有全科医生5名、保健师10名、牙医6名、护士6名和眼科医生1名。境内共有药房6家、养老院4家、残疾人帮扶中心2家。
圣克洛德中心医院（Centre Hospitalier de Saint-Claude）是法国的一个区域性医疗机构，其主病区“路易·雅永中心医院”（Centre hospitalier Louis Jaillon）位于圣克洛德市区，设有床位184个，是当地规模最大的公立综合性医院。

### 住房
2017年，圣克洛德境内共有各类住房5,962套，其中74.7%为独立式居民区，5.7%为集中式居民区。常住房屋占圣克洛德市镇范围内居民建筑总量的19.5%。
在住房保障政策方面，2017年，圣克洛德境内共有1,183户家庭获得了住房经济补助，受益人数占总人口数量的12.7%，其中1,120份为房租补助。

### 商业
2019年，圣克洛德境内共有各类实体商铺285家，其中餐厅36家、大型超市8家、杂货店6家、面包房9家、肉铺2家、书店6家、银行门店8家、美容美发店20家、汽车维修店21家。市区西部建有开放式商业街区，有一家Intermarché超市；市中心则有一家Colruyt商场。

### 体育
2019年，圣克洛德境内共有4间体育馆、1座综合体育场、5处网球场、2处足球或橄榄球场以及2处篮球或排球场。
截至2021年7月，圣克洛德竞技足球俱乐部（R.C.F. Saint-Claude）是当地唯一的注册足球队。圣克洛德足球俱乐部是当地的一支橄榄球俱乐部，成立于1900年，2021至2022赛季参加法国全国乙组橄榄球联赛，其主场塞尔热球场位于市区北部，可同时容纳超过3,000名观众。

### 环境
圣克洛德的环境事务由其所属的公共社区负责。2019年，圣克洛德境内共有2家污染企业。

### 治安
2019年，圣克洛德市镇范围内共有1处派出所和1处宪兵队。
2014年，圣克洛德及附近地区共发生各类案件1,383起，其中盗窃类案件782起，经济类案件144起，毒品交易类案件89起。

## 文化
2019年，圣克洛德境内共有1家电影院、1家博物馆和1家音乐厅。圣克洛德市政府提供多媒体中心，向公众全年开放。

### 建筑
圣克洛德境内有多处历史建筑，其中圣克洛德大教堂是法国国家文物保护单位，也是天主教圣克洛德教区的主教座堂。烟与钻石博物馆建于1966年，是当地主要的文化建筑。

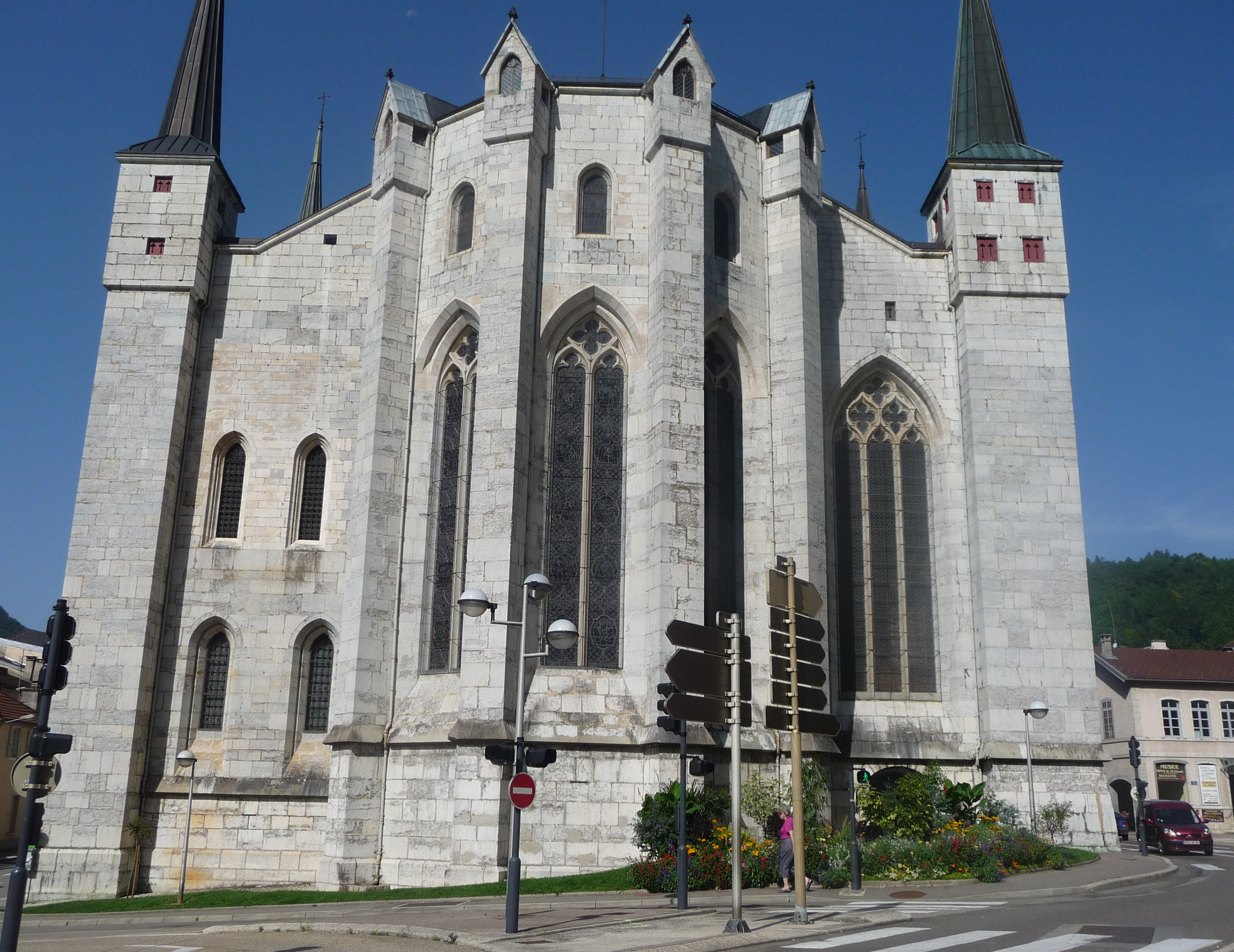
圣克洛德大教堂（法语：Cathédrale Saint-Pierre-Saint-Paul-et-Saint-André de Saint-Claude）
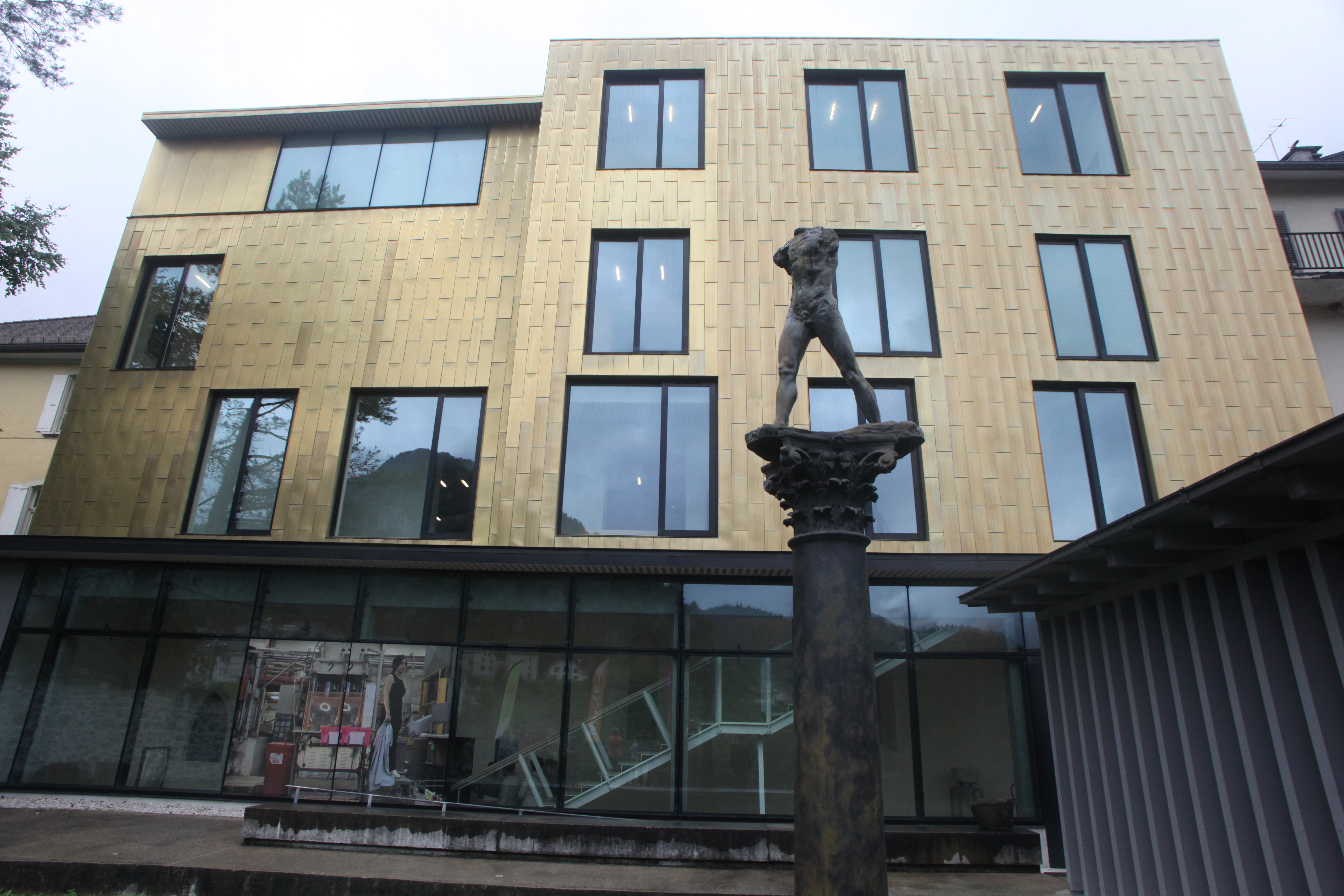
圣克洛德修道院宫（法语：Palais abbatial de Saint-Claude）
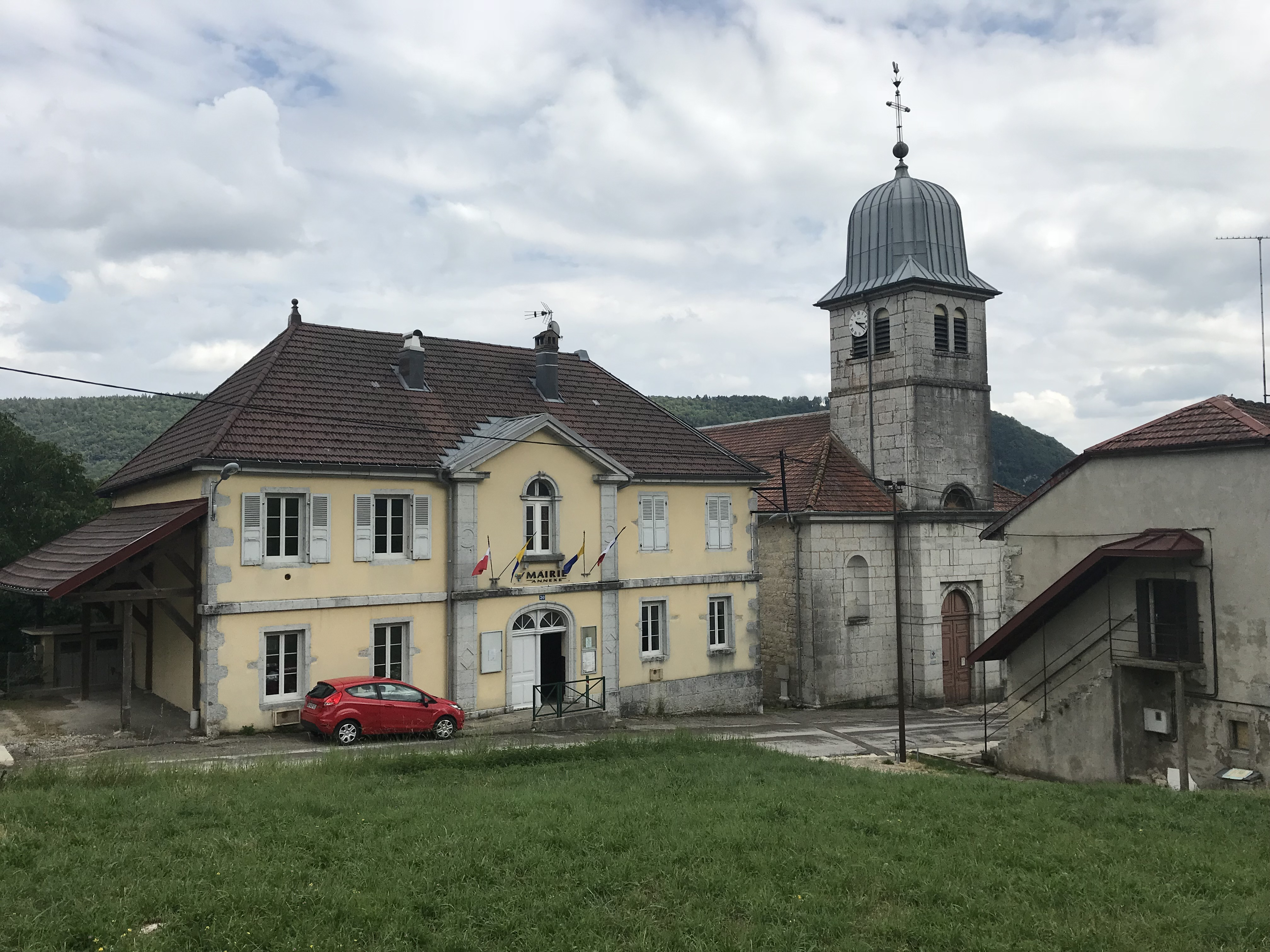
瓦尔凡教堂
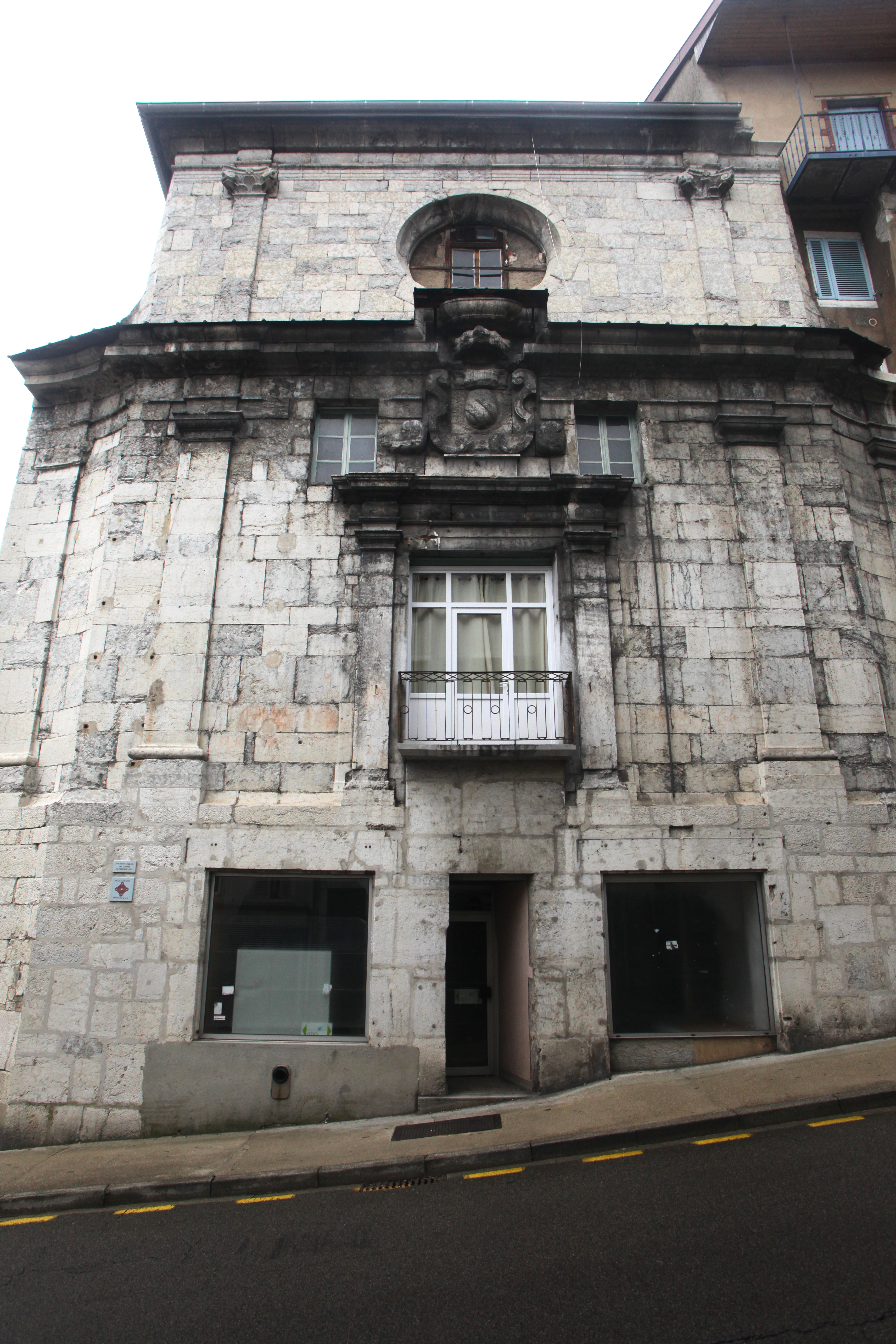
教会
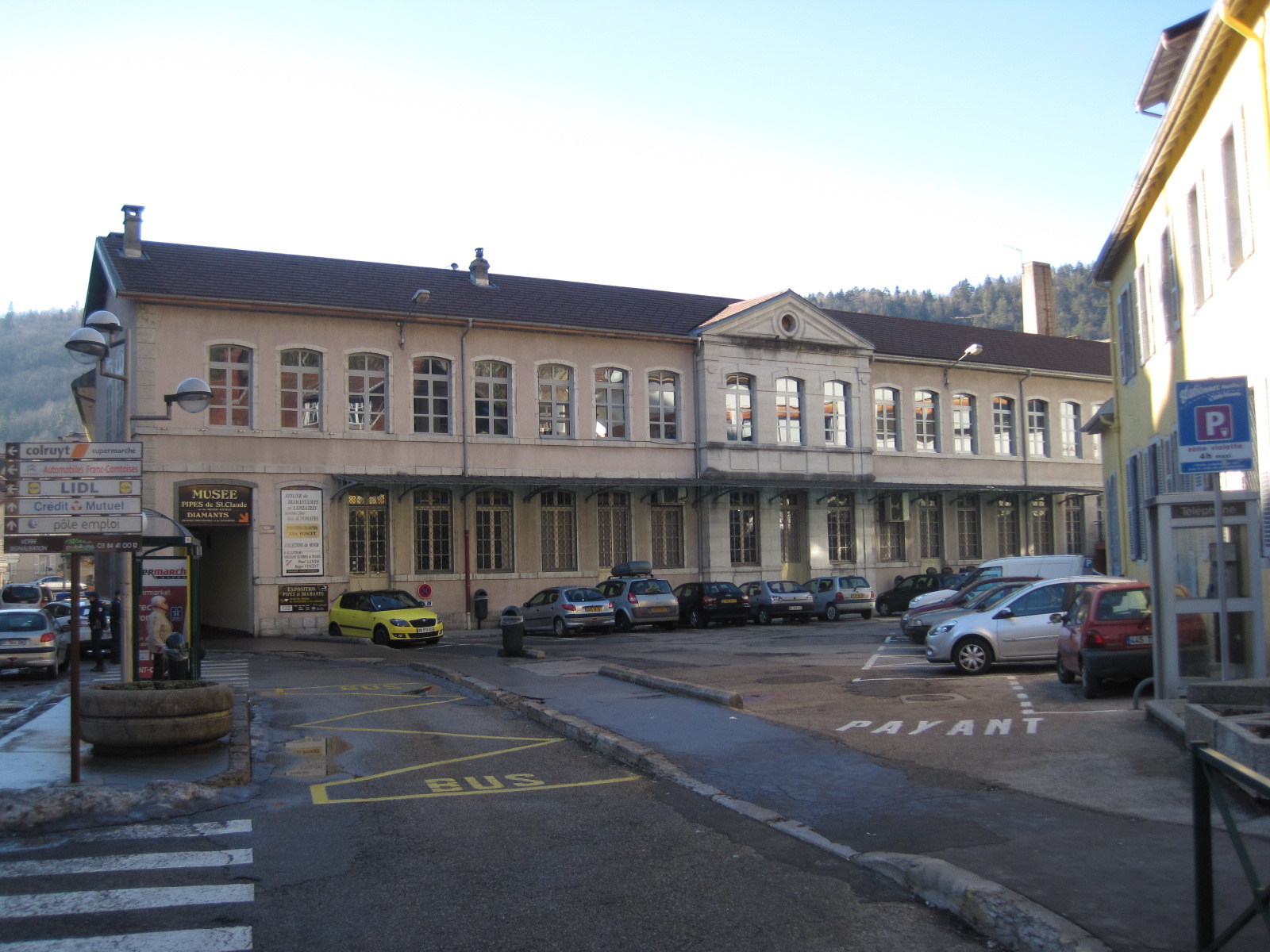
烟与钻石博物馆
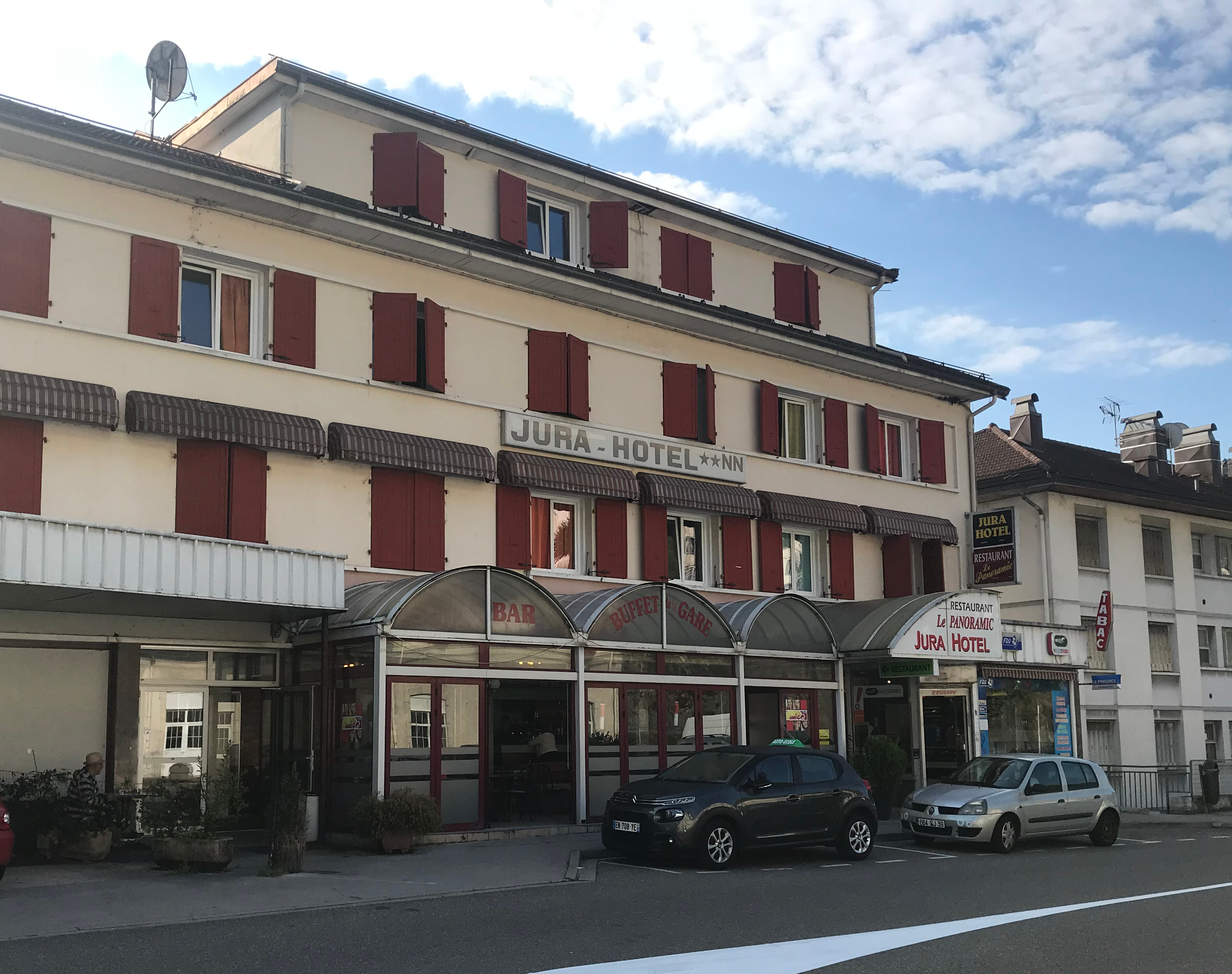
汝拉酒店
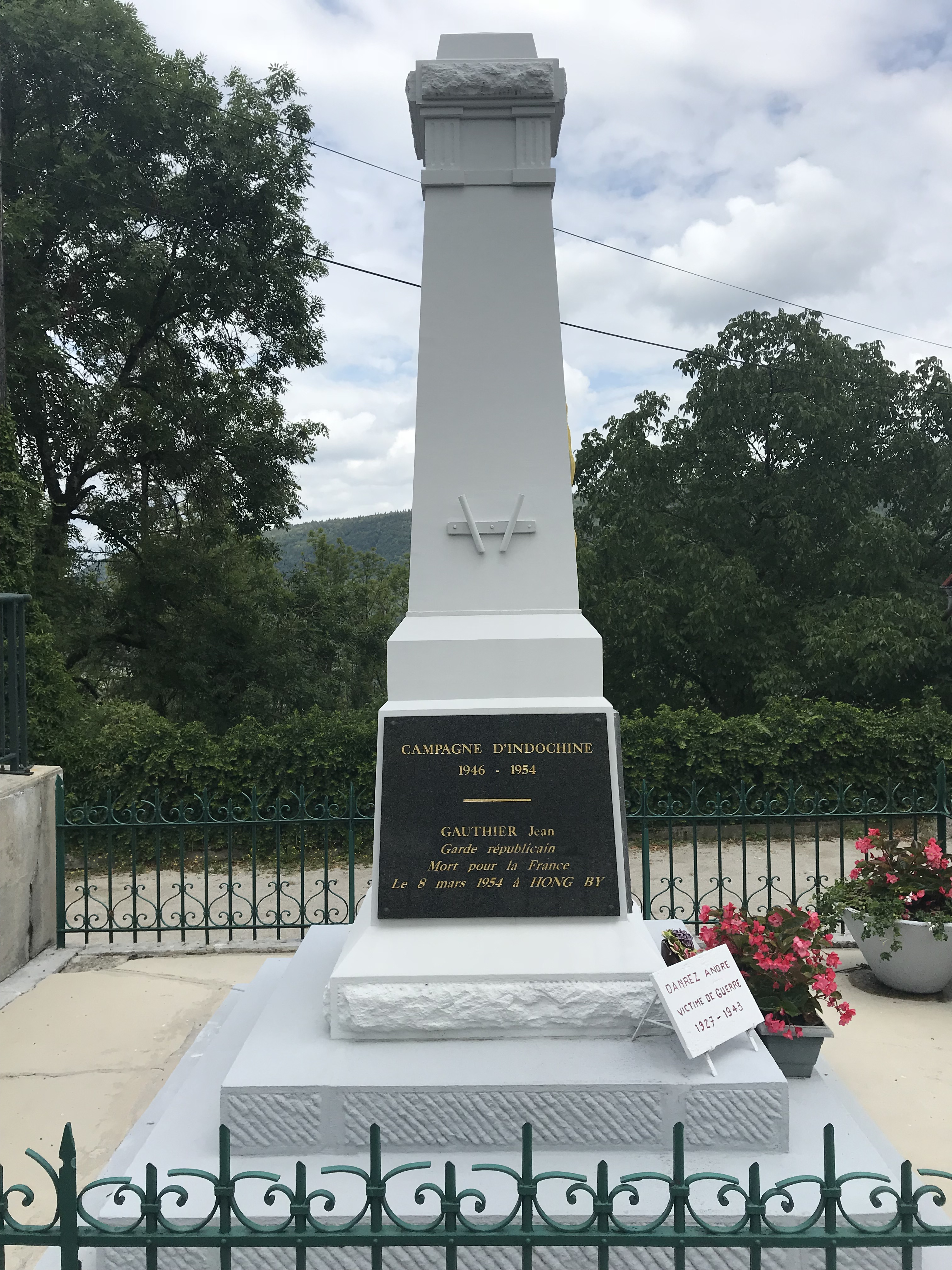
烈士纪念碑

### 旅游
圣克洛德的旅游事务由其所属的公共社区负责。2020年，圣克洛德境内共有3家酒店共计79间房间；另有1个露营地，可容纳共107辆露营车。

### 媒体
法国主要的媒体均可在圣克洛德接收，法国电视三台下属的勃艮第-弗朗什-孔泰大区频道在部分时段播出圣克洛德所属区域的地方新闻。

## 友好城市
截至2021年7月，圣克洛德共与一座城市互为友好城市关系：
- 德国 内卡河畔罗滕堡